# Ehronjärvi
Ehronjärvi är en sjö i Finland. Den ligger i kommunen Suomussalmi i landskapet Kajanaland, i den nordöstra delen av landet, 600 km norr om huvudstaden Helsingfors. Ehronjärvi ligger 206,8 meter över havet. Den är 17,88 meter djup. Arean är 1,37 kvadratkilometer och strandlinjen är 7,82 kilometer lång. Sjön  ingår i Uleälvens huvudavrinningsområde. 